# Croton versicolor
Croton versicolor är en törelväxtart som beskrevs av Johannes Müller Argoviensis. Croton versicolor ingår i släktet Croton och familjen törelväxter. Inga underarter finns listade i Catalogue of Life.